# گورستان چلگرد
گورستان چلگرد مربوط به دوره قاجار است و در شهرستان کوهرنگ، بخش مرکزی، شهر چلگرد، دو راهی دیمه واقع شده و این اثر در تاریخ ۲۸ شهریور ۱۳۸۶ با شمارهٔ ثبت ۱۹۶۷۱ به‌عنوان یکی از آثار ملی ایران به ثبت رسیده است.